# Bernard d'Espagnat
Bernard d'Espagnat (Fourmagnac, Francia, 22 de agosto de 1921 - París, 1 de agosto de 2015) fue un físico y filósofo francés.
El Dr. d'Espagnat fue profesor emérito de la Universidad de París XI, donde fue el director del Laboratorio de Física Teórica. Es miembro de la Academia Nacional Francesa de Ciencias Morales y Políticas. Antiguo alumno de Louis Leprince Ringuet, también estudió con Niels Bohr, Enrico Fermi y Louis de Broglie, fue el primer físico teórico nombrado miembro del CERN, en Ginebra, y es considerado uno de los especialistas del mundo de la no-localidad y en las implicaciones filosóficas de Física Fundamental. 
Se doctoró en física en la Sorbona en 1950. Fue físico investigador en el Centro Nacional Francés de Investigación Científica, en el Fermi National Accelerator Laboratory, en Chicago, en el Instituto Niels Bohr de Copenhague, y en el CERN, en Ginebra. En 1959, d'Espagnat se incorporó a la Universidad de París, donde fue profesor, tanto en el campus de París como en el de Orsay. El Profesor d'Espagnat fue director del Laboratoire de Physique théorique et particules élémentaires, Orsay, de 1970 a 1987.
Fue autor de varios libros sobre las implicaciones filosóficas de los descubrimientos en la ciencia, incluyendo "Pensar la ciencia o la apuesta del saber" (Penser la science ou les enjeux du savoir) y "La búsqueda de la realidad" ('À la recherche du réel - Le regard d’un physicien'). 
Fue miembro de la Academia de Ciencias Morales y Políticas de Francia, sección de Filosofía, desde 1996.
En 2009 ganó el Premio Templeton.

## Obras
- Bernard d'Espagnat (2006). On physics and philosophy. Princeton University Press. ISBN 9780691119649.
- — (1989). Reality and the physicist: knowledge, duration, and the quantum world. Cambridge University Press. ISBN 9780521338462.
- — (1997). Physique et réalité: un débat avec Bernard D'Espagnat. Atlantica Séguier Frontières. ISBN 9782863322161.
- — (2003). Veiled Reality. An Analysis Of Present-Day Quantum Mechanical Concepts. Westview Press. ISBN 9780813340876.